# Кенгуру місяцекігтевий
Кенгуру місяцекігтевий (лат. Onychogalea lunata) — вимерлий вид родини Кенгурових. Кенгуру місяцекігтевий був ендеміком західної та центральної Австралії і був загальнопоширеним наприкінці XIX сторіччя. Аборигени розповідали, що вид жив ще у 1950-х роках. Проживав на кам'янистих пагорбах, в заростях і рідколіссях мульги. Кенгуру місяцекігтевий був винищений ймовірно, через хижацтво з боку чужорідних лисиць і кішок. Деградація довкілля, у тому числі зміна режимів пожеж, ввезення кролів і мисливство, можливо, мали вплив на швидкість вимирання.

## Опис
Кенгуру місяцекігтевий був менший ніж інші два з роду кігтехвостих валабі. Біла смуга в цього виду не простягалася на шию, яка була темно-рудою. Нижні частини тіла були попелясто-білими й на стегнах були білі смуги, часто непримітні. Вага: 3,5 кг.